# Голландец (театр)
«Голла́ндец» (англ. The Nederlander Theatre); полное наименование — «Голландец Дэвид Т.» (англ. The David T. Nederlander Theatre) — бродвейский театр, расположенный в западной части 41-й улицы в Театральном квартале Манхэттена, Нью-Йорк, США. Принадлежит компании «Nederlander Organization».

## История
Здание строилось на деньги Уолтера С. Джордана: сумма составила около 950 тысяч долларов. Театр открылся 1 сентября 1921 года под названием «Национальный» (англ. National Theatre). В 1956 году владельцем театра становится «The Shubert Organization», когда его покупает Гарри Фромкес. После его смерти Билли Роуз даёт театру своё имя (англ. Billy Rose Theatre).
В 1979 году собственником театра становится «Nederlander Organization», которая даёт ему новое название — «Трафальгар» (англ. Trafalgar Theatre). Однако уже на следующий год театр получил нынешнее название «Голландец Дэвид Т.».

## Основные постановки
- 1939: «Лисички»
- 1943: «Патриоты»
- 1955: «Пожнёшь бурю»
- 1962: «Кто боится Вирджинии Вулф?»
- 1964: «Разговор в полночь»
- 1996: «Богема»
- 2009: «Парни и куколки»
- 2009: «Воспоминания о Брайтон Бич» / «Прогулка по Бодвею»
- 2012: «Продавцы новостей»
- 2016: «Катастрофа!» (текущая); «Мотаун» (возвращённая, с 12 июля)